# Marcus Larson
Simon Marcus Larson, född 5 januari 1825 i Åtvidaberg, död 25 januari 1864 i London, var en svensk målare. Stilmässigt var han en nationalromantisk landskapsmålare tillhörande Düsseldorfskolan, vilket innebär att han skildrade naturens krafter på ett romantiskt och dramatiskt sätt. Han var en centralgestalt i 1800-talsmåleriets utveckling.

## Uppväxt
Marcus Larson växte upp som lantbrukarson på gården Lilla Örsätter i Östergötland och gick på Katedralskolan i Linköping 1835–1839. Han började som 16-åring som volontär vid Smålands husarer, men när fadern dog kort tid därefter såldes gården och Marcus Larson flyttade till Stockholm. Han utbildade sig snabbt till sadelmakargesäll, men hans talang att rita ledde honom så småningom till konstakademin.

## Akademitiden
Larson började på Akademien 1846. Efter en utställning 1848 fick Larson anställning som ritningslärare i Helsingborg, men där arbetade han endast till året därpå. Under sin tid i Helsingborg vintern 1849 tog Larson några lektioner i Köpenhamn för den danske marinmålaren Vilhelm Melbye, där inspirerades han att lära sig måla sjömotiv. Vid återkomsten till Stockholm blev han vän med konstnärerna Per Wilhelm Cedergren och Kilian Zoll, en vänskap som kom att utveckla hans konstnärskap. Sommaren 1849 var Larson i Norge och studerade landskapet där.
1851 fick han Akademiens Kungliga Medalj för marin- och landskapsmålning. Larson började nu resa runt i Europa och hela tiden målade han uppmärksammade tavlor.

## Vandringar och resor
1852 kom Marcus Larson till Düsseldorf, där han rönte inflytande från Andreas Achenbach, vars romantiska inriktning han gillade. 
1854 fick Larson Akademiens resestipendium på tre år. 1855 avreste han till Paris, där han tog intryck av fransmännens bredare och gentemot naturen friare målningssätt. Han lärde även mycket av Jacob Isaakszoon van Ruysdael, vilken han kopierade på Louvren. 1856 tillkom några av hans märkligaste målningar, Landskap i Småland (Nationalmuseum) och Fregatten Norrköping i Öresund. 1857 målade han på 10 dagar sin största tavla, Storm vid bohuslänska kusten, utställd och beundrad i Paris. Året därpå väckte han även stort uppseende med Brinnande ångbåt, ett motiv som han senare ofta upprepade.
När han 1857 kom tillbaka till Stockholm blev han invald som ledamot i Akademien.

## Egen skola
Marcus Larson hade också haft planer på att grunda en landskapsmålarskola i Stockholm, men när han inte fick det stöd han ville av staden förlade han skolan hos sin bror i Flenshult utanför Karlstorp i Småland där landskapet, som han haft som förebild i många av sina tavlor, är vildvuxet och mystiskt.

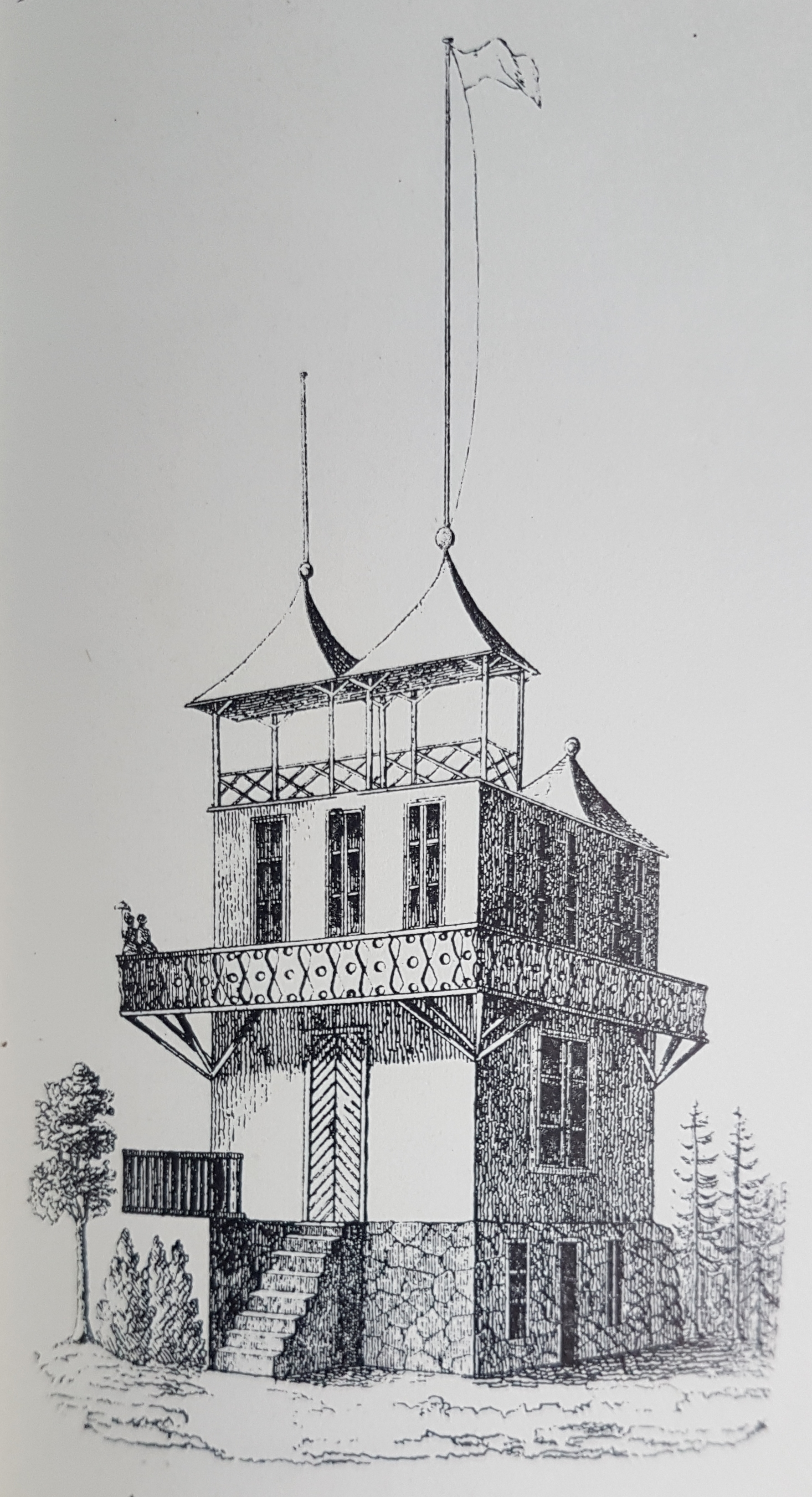
Ateljén i Flenshult från Ny Illustrerad Tidning 1859

Larson tänkte bygga en fem våningar hög ateljé på en kulle så hög att han hade utsikt över fem kyrkor och på toppen av det ena tornet skulle det resas en 22 meter hög flaggstång. Vid klart väder skulle man kunna se sex mil från en utsiktsplatå på taket. En skiss i Illustrerad Tidning 1859 visade en mer anspråkslös byggnad i endast två våningar, men med en balkongomgärdad övervåning med glasväggar i alla riktningar.
Fem kyrkor och fem sjöar skulle enligt beskrivningen verkligen ha setts från taket, det är osäkert om det är möjligt, men landskapet är kuperat och var förmodligen skogrikt. I bygden fick han sneda blickar och folk kallade honom för "den galne hovmålaren", det sades att han aldrig gick i kyrkan och att han red runt med gamla kavallerihästar i fyrspann utan att väja vare sig för kreatur på vägen eller grindar. Många tavlor målades i ateljén, ofta utan annan mat än vin.
Så en kväll, närmare bestämt den 2 maj 1859, när Larson kom hem sent på kvällen såg han sin ateljé som en vårdkase på höjden. I satirtidningen Kapten Puff gick det att läsa att det förmodligen var elden i någon av hans brinnande ångbåtar som spritt sig till ateljén. I själva verket var det betjänten (Pepparnisse) som hade eldat för hårt i kaminen. Enligt sägner i trakten fram till våra dagar sägs att när Larson den kvällen kom hem och fick se sitt hus i full brand stoppade han dem som samlats för att hjälpa till med släckningsarbetet och lät allt brinna ner samtidigt som han ställde upp sitt staffli och målade av branden. Tiden i Flenshult med såväl byggandet av ateljén som branden av densamma berättades i Stockholms Dagblad 1880. I novellen "Lusakungen" av Albert Engström återfinns också delar av samma historia.

## Familj
Marcus Larson gifte sig med Adelaine Roos i Åtvid  den 15 januari 1852. Äktenskapet tog slut runt 1860. Adelaine Roos arbetade sedan som lärarinna i Valdemarsvik. Marcus Larson fick ett barn med Carolina Hammarlund som var i familjen Larsons tjänst (död 1918), sonen Robert Larsson (1861–1936), som även han blev konstnär och aktiv i Spångenäs, Tuna, där han hade sin ateljé.

## Sista åren
Men Marcus Larson gav sig inte för det. Istället för att lugna ner sig köpte han marken som han tidigare hyrt. Han betalade bönderna rikligt för att hjälpa till med återuppförandet av ateljén. Han lär också ha bjudit dem frikostigt ur flaskan. Han försökte anordna en utställning i Stockholm för att finansiera bygget, men den gav inte så mycket som han hade hoppats; han åkte även till Köpenhamn där han hade svårt för att få tag i någon lokal att ställa ut i. Han bestämde sig då 1860 för att resa till Finland, och gästade en tid Johan Ludvig Runeberg i Borgå och ställde ut ett 20-tal tavlor, bland andra jättetavlan Skeppsbrott i Bohuslänska skärgården. I Borgå stannade Larson bara fram till nästkommande år då han reste till Sankt Petersburg. Larson blev under Sankt Petersburgsvistelsen 1861 kallad att bli hedersledamot i Kejserliga akademien. 
Larson stannade i Sankt Petersburg ungefär i ett år för att sedan åka till London för att medverka i Världsutställningen 1862. Hans målningar väckte uppmärksamhet och bidrog till att den skandinaviska konsten blev populär i England. Enligt ett brev till en släkting sammanbodde han med den värmländska målaren Burman som med tiden kom att bli hans vårdare  . Larson led av tuberkulos och blev efterhand sämre, tills han till slut avled i början av 1863, 39 år gammal. Begravningen hölls i London 1 februari 1863.

## Konstnärliga karriär och verk
Marcus Larson avslutade sina studier vid konstakademien mellan 1846 och 1848. 1848 vann Larson pris för en studie av ett träd: det tidiösa naturstudiet formade tidigt ett viktigt fundament för den noggranna, detaljerade realism som utmärker hans magnifikt komponerade landskap. Även om hans artistiska karriär endast sträckte sig över 16 år, är hans oeuvre av imponerande längd. Hans tidiga verk är framför allt månskensscener, influerade av den romantiska målaren Carl Johan Fahlcrantz. Fahlcrantz, som kallas "den svenska landskapsmålarens fader", var mycket kritisk till Larsons målarstil till en början; bland annat antydde han att Larsons trädrötter och stubbar liknade grodor och ormar.
1849 var Larson på besök i Köpenhamn hos den danske marinmålaren Vilhelm Melbye, där inspirerades han att lära sig måla sjömotiv. Sommaren 1850 var Larson i Norge där han reste där runt och studerade fjäll, vattenfall och det norska landskapet. Resan dit fick han betald av kungafamiljen, som fattat tycke för Larsons tavlor.
Under sommaren 1851 fick han följa med  Korvetten Lagerbjelke och fregatten Josephine på en kryssning som startade i Östersjön och som seglade vidare ut i Nordsjön med besök i bland annat Kristiania. 

### Skeppsbrott i Bohuslänska skärgården
1856 var Larson i Düsseldorf och på julafton skissade han på ett solnedgångsmotiv vid den bohuslänska kusten. Larson drömde om att måla en större tavla, men hans ateljé var alltför trång. En dag när han satt i stans populäraste café och drack öl fick han idén att han skulle måla i cafélokalen. Sagt och gjort så hyrde han lokalen i 14 dagar. Duken han spände upp var 10-12 fot hög och 18 fot bred.
Efter 10 dagar var tavlan klar. Tavlan ställdes ut på akademien och det byggdes en utsiktsramp för att åskådarna skulle få en överblick över tavlan. Priset var 5 Silbergroschen per titt och det annonserades att intäkterna skulle gå till välgörande ändamål, vilket fick stort uppseende, särskilt bland övriga konstnärer. Utställningen varade mellan 25 januari och 15 februari 1857. Tavlan ställdes också ut bland annat i Köln och Berlin, och sedan i Salon Carré i Paris där den hyllades. Därefter ställdes den också ut i Stockholm där Larson tänkte skänka tavlan till staten tillsammans med köpet av Vattenfall i Småland, men då Larson på hösten inte fick sälja nämnda tavla tog han ned tavlan och tog den med sig när han lämnade Sverige och fortsatte sina resor. Han visade den under några år, sista gången någon skrivit om tavlan var 1863. Efter Larsons död i London försvann tavlan.

### Vattenfall i Småland
"Vattenfall i Småland" (1856; Nationalmuseum) representerar en kvalitativ höjdpunkt i Larsons måleri med dess kombination av dramatisk komposition, illusionistiska detaljer och mäktiga färgnyanser. Den var målad delvis med hjälp av fotografier och dess färgsättning hade koppling till samtida franskt måleri, vilket ledde bort från den dämpade Düsseldorfska paletten. I en lång följd av vattenfallsmålningar som följde, förstärktes ljusets effekter och kulören var ofta intensifierad. Samma kvalitéer gäller för hans återgivning av bränder. Hans obestridliga tekniska skicklighet började dock successivt degenereras till tom virtuositet i hans sena verk.

## Influenser
Marcus Larsons tidiga verk är till en majoritet månskensscener, influerade av den romantiska målaren Carl Johan Fahlcrantz. 
Tekniken att avbilda vattnets skiftningar lärde han sig av den danske marinmålaren Vilhelm Melbye. En stor del av Larsons oeuvre består av fartyg i stormväder, förlista skepp och brinnande ångfartyg, där de vilt frustande skummande havskrafterna avbildas. 

### Düsseldorfskolan
Marcus Larson var Sveriges mest framträdande företrädare för Düsseldorfskolan. Hans romantiserande och glorifierande bilder av svensk natur appellerade till samtida nationalistiska strömningar, och genom sitt dramatiska uttryck och intensiva palett lyckades han fängsla en vidare publik. Larson är bland annat representerad på Nationalmuseum,, Kalmar konstmuseum, Kalmar läns museum, Uppsala universitetsbibliotek, Nordiska museet,  Norrköpings konstmuseum, Göteborgs konstmuseum, Helsingborgs museum, Sjöhistoriska museet, Länsmuseet Gävleborg , Bohusläns museum , Vänersborgs museum , Västerås konstmuseum och Nasjonalmuseet.

## Utställningar
Konstakademiens nordiska utställning i Stockholm 1850 (Här kom Larson i kontakt med Düsseldorfskolan, representerad av de norska konstnärerna Adolph Tidemand och Hans Gude. Larson tolkade dukarna som uttryck för en ny nordisk konstnärlig anda.[källa behövs]
Efter studieresan till Norge begav han sig till Düsseldorf, där han stannade från 1852 till 1855. 
Han använde sig av ett flertal dramatiska teman: - utmärkande vattenfallet - som han lärde sig utveckla av landskapsmålaren Andreas Achenbach. Larsons anseende spreds kvickt och beställningar från konsthandlare i de större tyska städerna blev allt vanligare.
1855 flyttade han till Paris, där han bodde i tre år och målade ett antal betydande verk. Ett av dessa var "Landskap med vattenfall", som belönades med "honorable mention" vid världsutställningen.   

## Anekdoter och historier

### Sadelmakargesäll
När Larson en gång i Paris samtalade med målaren Carl Fredrik Kiörboe som höll på med ett av sina riddjursobjekt påpekade Larson något angående hästens betsel. Kiörboe försökte då huta åt Larson att han minsann var både kavalleriofficer och stallmästare, men Larson som hade gesällbrev som sadelmakare överglänste honom och kunde bevisa att han hade fel. 
I hembygdsgården i Karlstorp finns en minnessten med en textplåt och en profilbild samt en skylt med vägbeskrivning till platsen där ateljén stod.

## Galleri

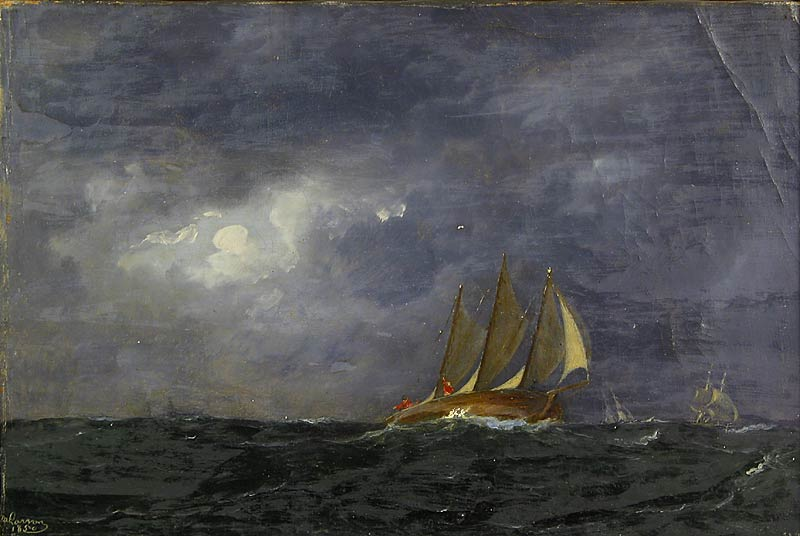
Marin med segelfartyg (1850).
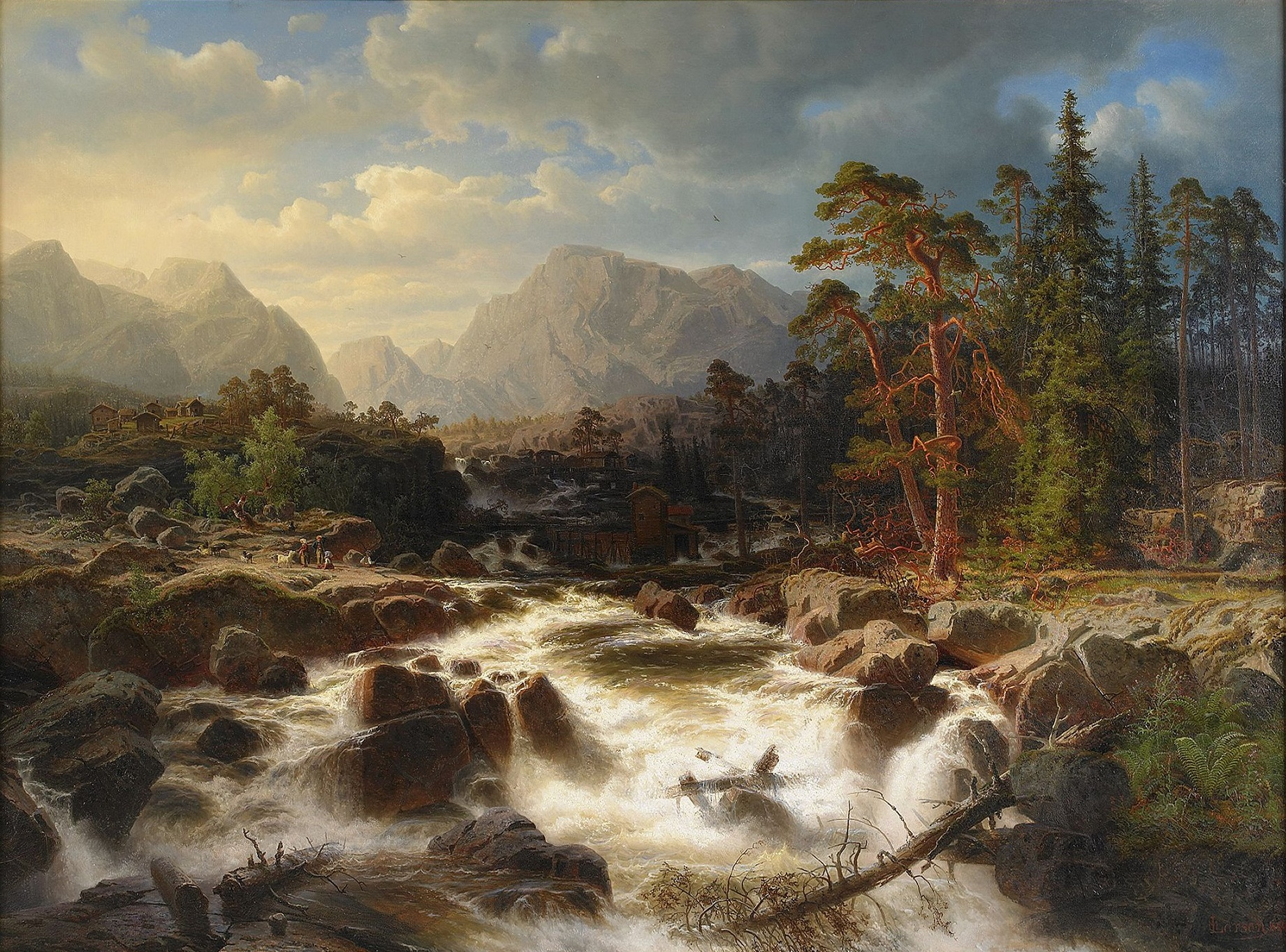
Forslandskap (1854)
Vattenfall i Småland (1856) Marcus Larsons mest kända målning, kan beskådas på Nationalmuseum.
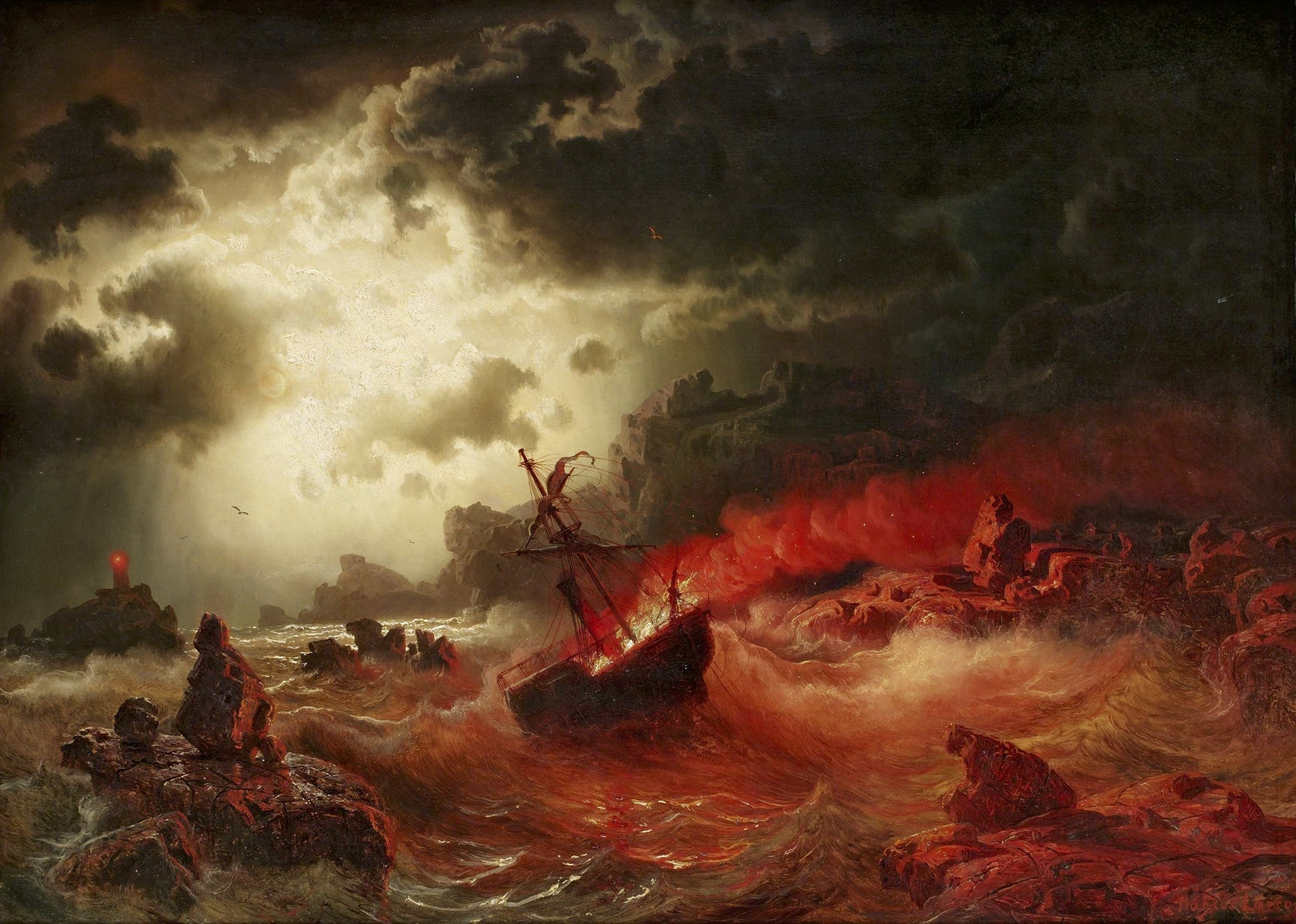
Nattlig marin med brinnande fartyg
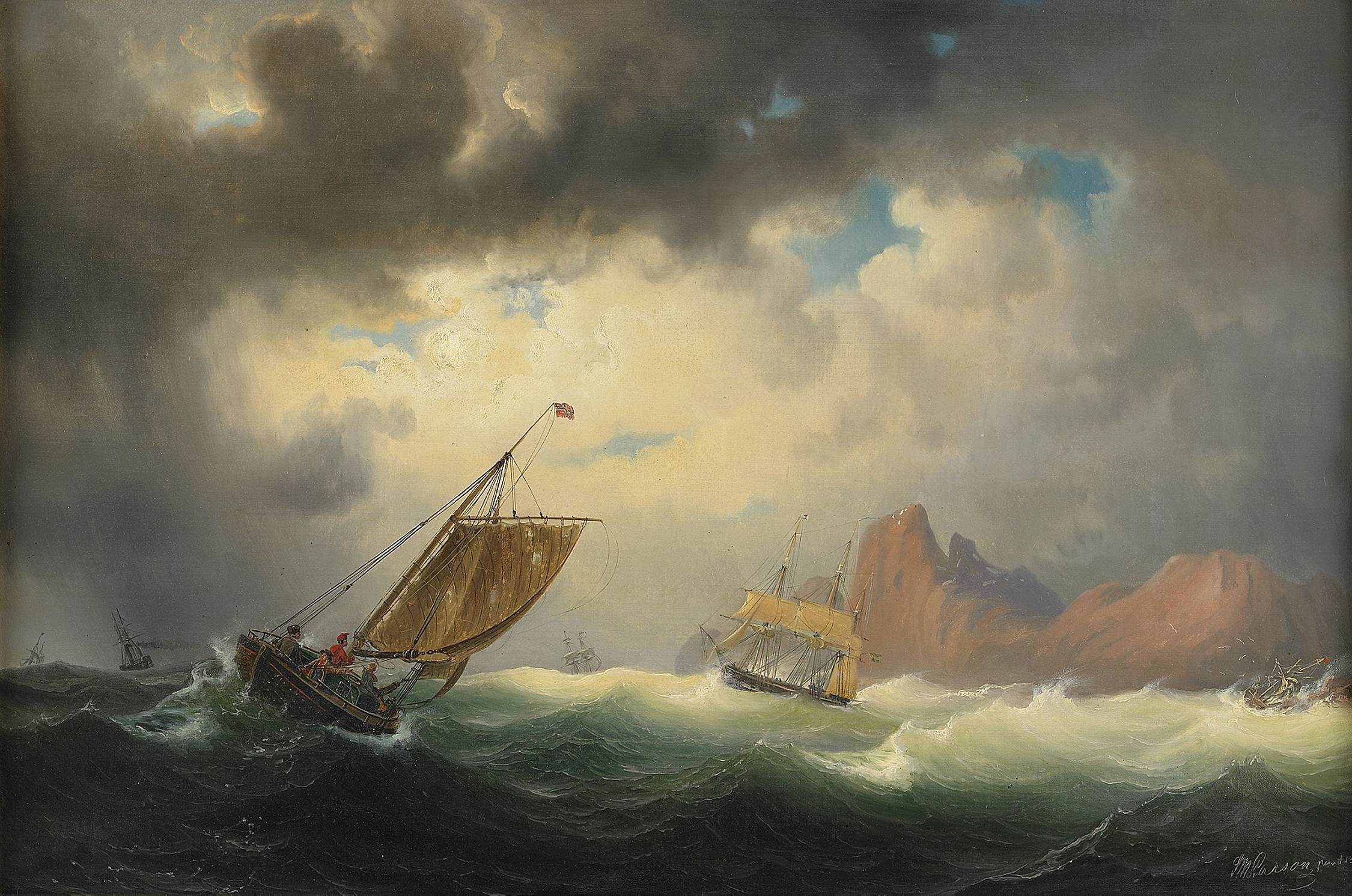
Skepp på stormigt hav (1852)
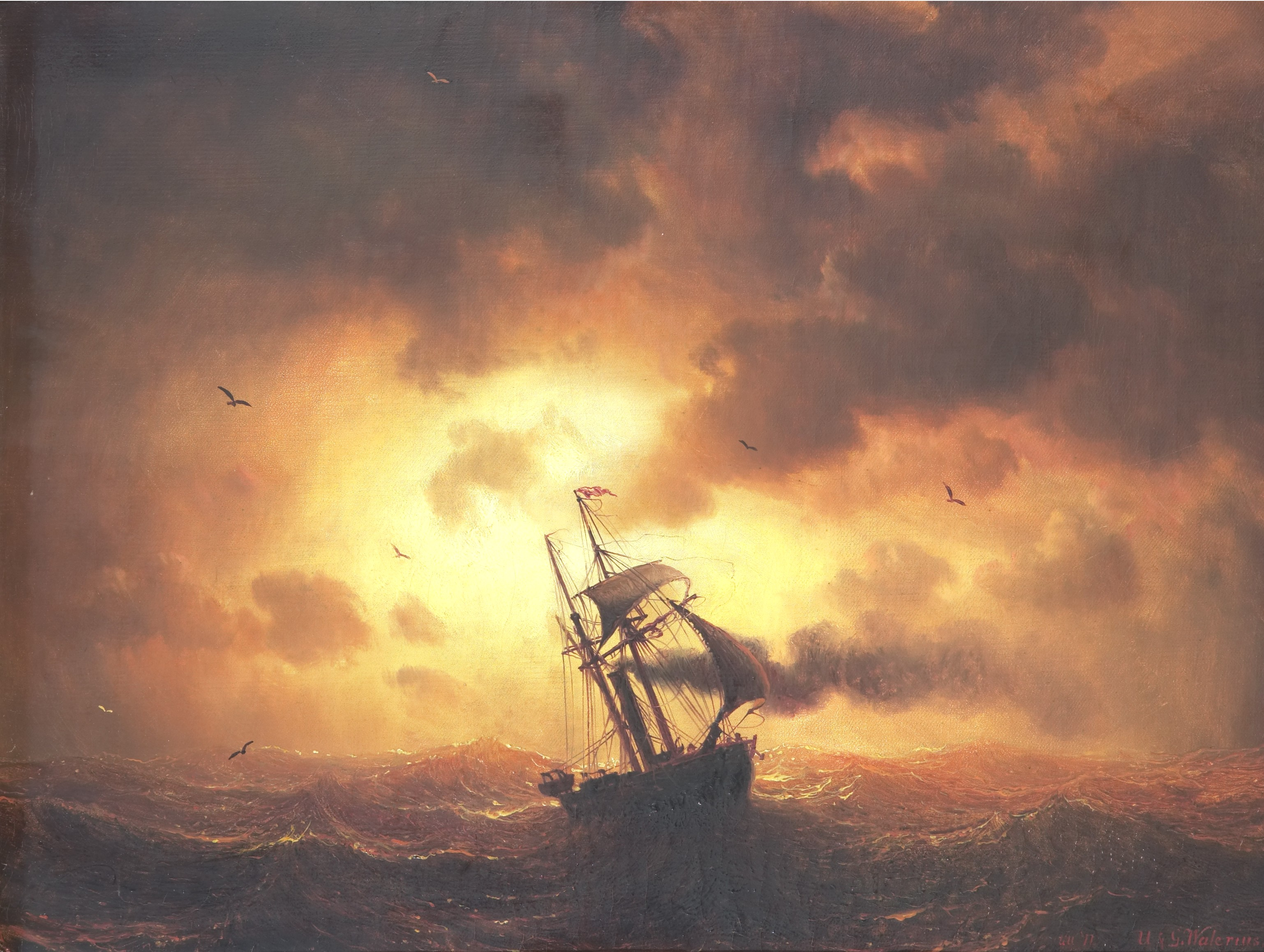
Ångfartyg i solnedgång
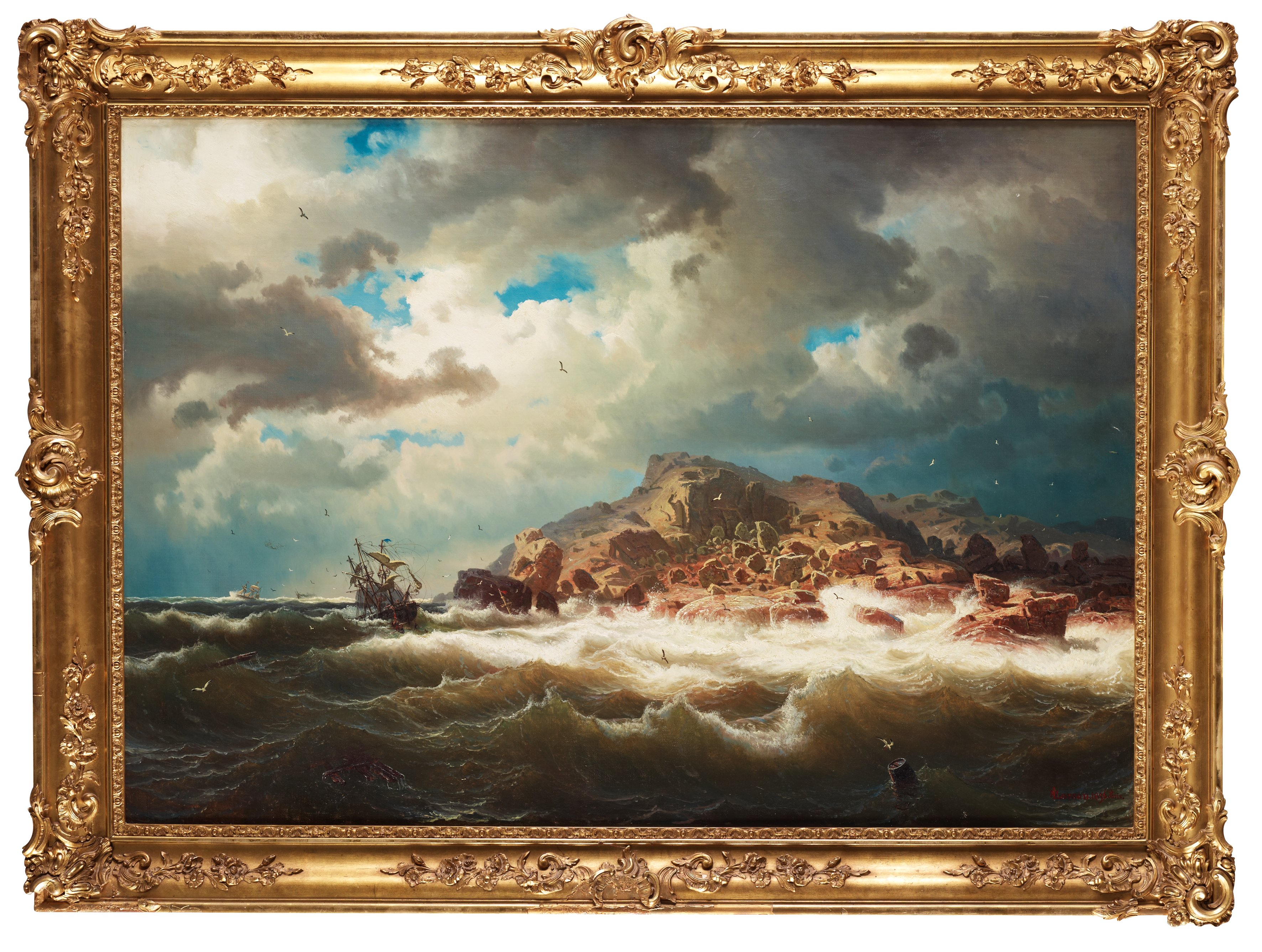
Bränningar och skeppsbrott vid Bohuslänska kusten (1856)